# Lanthus fujiacus
Lanthus fujiacus – gatunek ważki z rodziny gadziogłówkowatych (Gomphidae). Występuje w Japonii.